# Aberto do País de Gales de Snooker de 2020
O Welsh Open de 2020, também conhecido oficialmente como ManBetX Welsh Open de 2020 por conta do patrocínio, foi um torneio profissional de snooker que ocorreu de 10 a 16 de fevereiro de 2020 na Motorpoint Arena em Cardiff, no País de Gales. Foi o décimo segundo evento no ranking da temporada de snooker de 2019–20 e o evento final das Home Nations Series.
O inglês Shaun Murphy venceu o evento, com uma vitória por 9–1 sobre seu compatriota Kyren Wilson na final.

## Visão geral

### Local de disputa
Pelo sexto ano consecutivo, a Motorpoint Arena em Cardiff, capital do País de Gales, recebeu o ManBetX Welsh Open.

### Home Nations Series
Pelo quarta vez, o torneio concluiu a Home Nations Series, que consiste numa série de quatro torneios nos quatro países do Reino Unido.

### Formato
Os jogos do Welsh Open ocorreram da seguinte maneira:
- Pré-eliminatória e Rodadas 1–4: Melhor de 7 frames, vence quem ganha quatro (4–0 a possíveis 4–3)
- Quartas de final: Melhor de 9 frames, até cinco (5–0 a possíveis 5–4)
- Semifinal: Melhor de 11 frames, até um ganhar seis (de 6–0 a possíveis 6–5)
- Final: Melhor de 17 frames, é campeão o primeiro a chegar a nove (de 9–0 a possíveis 9–8)

### Premiação
A premiação total do evento foi de 405 mil libras esterlinas e um cheque de 70 mil libras esterlinas para o vencedor. A distribuição dos prêmios para esta edição foi a seguinte:
| Posição                               | Prêmio                    |
| ------------------------------------- | ------------------------- |
| Campeão                               | 070 000 libras esterlinas |
| Vice-campeão                          | 030 000 libras esterlinas |
| 3–4 (perdedores das semifinais)       | 020 000 libras esterlinas |
| 5–8 (perdedores das quartas de final) | 010 000 libras esterlinas |
| 9–16 (perdedores da rodada 4)         | 007 500 libras esterlinas |
| 17–32 (perdedores da rodada 3)        | 004 000 libras esterlinas |
| 33–64 (perdedores da rodada 2)        | 003 000 libras esterlinas |
| 65–128 (últimos 128)                  | 00000 0 libras esterlinas |
| Maior break                           | 005 000 libras esterlinas |
| Total                                 | 405 000 libras esterlinas |

## Resultados
- As partidas foram disputadas de 10 a 16 de fevereiro de 2020.[2][13][14][15][16][17][18][19]
- Os horários mostrados nos jogos tem como base o fuso horário local (UTC+0).[9]

### Pré-eliminatória
- Foi uma partida de qualificação disputada entre dois jogadores locais.[2]

| Partida | 00000000Data00000000    | 0Hora0 | 00000000Jogador 100000000 | Resultado | 00000000Jogador 200000000 | Ref. |
| ------- | ----------------------- | ------ | ------------------------- | --------- | ------------------------- | ---- |
| 1       | 10 de fevereiro de 2020 | 13:00  | Gavin Lewis               | 0–4       | Darren Morgan             | WST  |

### Rodada 1
| Partida | 00000000Data00000000    | 0Hora0 | 00000000Jogador 100000000 | Resultado | 00000000Jogador 200000000 | Ref. |
| ------- | ----------------------- | ------ | ------------------------- | --------- | ------------------------- | ---- |
| 5       | 10 de fevereiro de 2020 | 10:00  | Hammad Miah               | 2–4       | Alexander Ursenbacher     | WST  |
| 8       | 10 de fevereiro de 2020 | 10:00  | Joe Perry (17)            | 3–4       | Ashley Carty              | WST  |
| 9       | 10 de fevereiro de 2020 | 10:00  | Daniel Wells              | 4–2       | Barry Pinches             | WST  |
| 10      | 10 de fevereiro de 2020 | 10:00  | Yuan Sijun                | 4–0       | Thor Chuan Leong          | WST  |
| 11      | 10 de fevereiro de 2020 | 10:00  | Jimmy Robertson (24)      | 4–0       | Riley Parsons             | WST  |
| 14      | 10 de fevereiro de 2020 | 10:00  | Martin O'Donnell          | 4–0       | Andy Hicks                | WST  |
| 16      | 10 de fevereiro de 2020 | 10:00  | Zhang Anda                | 3–4       | Liam Highfield            | WST  |
| 22      | 10 de fevereiro de 2020 | 10:00  | David Gilbert (12)        | 2–4       | Matthew Stevens           | WST  |
| 23      | 10 de fevereiro de 2020 | 11:30  | Brandon Sargeant          | w/o       | Peter Ebdon               | WST  |
| 26      | 10 de fevereiro de 2020 | 11:30  | Si Jiahui                 | 4–1       | Lei Peifan                | WST  |
| 28      | 10 de fevereiro de 2020 | 11:30  | Lee Walker                | 2–4       | John Astley               | WST  |
| 15      | 10 de fevereiro de 2020 | 13:00  | Tom Ford (25)             | 4–3       | Xu Si                     | WST  |
| 21      | 10 de fevereiro de 2020 | 13:00  | Robbie Williams           | 4–1       | Chris Wakelin             | WST  |
| 25      | 10 de fevereiro de 2020 | 13:00  | Lu Ning                   | 3–4       | Louis Heathcote           | WST  |
| 29      | 10 de fevereiro de 2020 | 13:00  | Jack Lisowski (13)        | 4–2       | Li Hang                   | WST  |
| 34      | 10 de fevereiro de 2020 | 13:00  | Mark Williams (3)         | 4–1       | Oliver Lines              | WST  |
| 7       | 10 de fevereiro de 2020 | 14:00  | Gerard Greene             | 4–2       | Liang Wenbo               | WST  |
| 13      | 10 de fevereiro de 2020 | 14:00  | Ding Junhui (9)           | 4–2       | Marco Fu                  | WST  |
| 35      | 10 de fevereiro de 2020 | 14:00  | Jordan Brown              | 4–1       | Alex Borg                 | WST  |
| 36      | 10 de fevereiro de 2020 | 14:00  | Anthony McGill (30)       | 4–1       | Duane Jones               | WST  |
| 61      | 10 de fevereiro de 2020 | 14:00  | Stephen Maguire (15)      | 4–2       | Rod Lawler                | WST  |
| 38      | 10 de fevereiro de 2020 | 16:30  | Stuart Bingham (14)       | 4–2       | Martin Gould              | WST  |
| 20      | 10 de fevereiro de 2020 | 19:00  | Matthew Selt (28)         | 2–4       | Andy Lee                  | WST  |
| 30      | 10 de fevereiro de 2020 | 19:00  | Anthony Hamilton          | 4–3       | Michael White             | WST  |
| 31      | 10 de fevereiro de 2020 | 19:00  | Lyu Haotian (29)          | 4–0       | Kishan Hirani             | WST  |
| 32      | 10 de fevereiro de 2020 | 19:00  | Stuart Carrington         | 4–3       | Mike Dunn                 | WST  |
| 37      | 10 de fevereiro de 2020 | 19:00  | Mei Xiwen                 | 4–2       | Michael Georgiou          | WST  |
| 48      | 10 de fevereiro de 2020 | 19:00  | Mark King                 | 1–4       | Ken Doherty               | WST  |
| 52      | 10 de fevereiro de 2020 | 19:00  | Ryan Day (26)             | 1–4       | Simon Lichtenberg         | WST  |
| 65      | 10 de fevereiro de 2020 | 19:00  | Judd Trump (2)            | 4–1       | James Cahill              | WST  |
| 6       | 10 de fevereiro de 2020 | 20:00  | Ali Carter (16)           | 4–2       | Adam Stefanow             | WST  |
| 18      | 10 de fevereiro de 2020 | 20:00  | Mark Selby (5)            | 4–2       | David Grace               | WST  |
| 39      | 11 de fevereiro de 2020 | 10:00  | Chen Feilong              | 4–3       | Sam Baird                 | WST  |
| 40      | 11 de fevereiro de 2020 | 10:00  | Yan Bingtao (19)          | 4–0       | Michael Holt              | WST  |
| 41      | 11 de fevereiro de 2020 | 10:00  | Mitchell Mann             | 4–1       | Bai Langning              | WST  |
| 43      | 11 de fevereiro de 2020 | 10:00  | Scott Donaldson (22)      | 4–1       | Sunny Akani               | WST  |
| 44      | 11 de fevereiro de 2020 | 10:00  | Tian Pengfei              | 4–2       | Jamie O'Neill             | WST  |
| 46      | 11 de fevereiro de 2020 | 10:00  | Peter Lines               | 1–4       | Fan Zhengyi               | WST  |
| 50      | 11 de fevereiro de 2020 | 10:00  | Mark Allen (7)            | 4–1       | Andrew Higginson          | WST  |
| 53      | 11 de fevereiro de 2020 | 10:00  | David Lilley              | 0–4       | Dominic Dale              | WST  |
| 3       | 11 de fevereiro de 2020 | 11:30  | Fergal O'Brien            | 3–4       | Mark Joyce                | WST  |
| 4       | 11 de fevereiro de 2020 | 11:30  | Noppon Saengkham (32)     | 4–3       | Alan McManus              | WST  |
| 12      | 11 de fevereiro de 2020 | 11:30  | Nigel Bond                | 0–4       | Ricky Walden              | WST  |
| 19      | 11 de fevereiro de 2020 | 13:00  | Kurt Maflin               | 3–4       | Chen Zifan                | WST  |
| 24      | 11 de fevereiro de 2020 | 13:00  | Graeme Dott (21)          | 0–4       | Zhao Xintong              | WST  |
| 33      | 11 de fevereiro de 2020 | 13:00  | Ronnie O'Sullivan (4)     | 4–1       | Zhang Jiankang            | WST  |
| 51      | 11 de fevereiro de 2020 | 13:00  | James Wattana             | 4–2       | Jimmy White               | WST  |
| 55      | 11 de fevereiro de 2020 | 13:00  | Alfie Burden              | 4–0       | Amine Amiri               | WST  |
| 17      | 11 de fevereiro de 2020 | 14:00  | Kyren Wilson (8)          | 4–3       | Jackson Page              | WST  |
| 27      | 11 de fevereiro de 2020 | 14:00  | Thepchaiya Un-Nooh (20)   | 2–4       | Soheil Vahedi             | WST  |
| 47      | 11 de fevereiro de 2020 | 14:00  | Xiao Guodong (27)         | 4–1       | Fraser Patrick            | WST  |
| 56      | 11 de fevereiro de 2020 | 14:00  | Zhou Yuelong (23)         | 1–4       | Elliot Slessor            | WST  |
| 57      | 11 de fevereiro de 2020 | 14:00  | Eden Sharav               | 1–4       | Ben Woollaston            | WST  |
| 45      | 11 de fevereiro de 2020 | 16:40  | Barry Hawkins (11)        | 4–2       | Sam Craigie               | WST  |
| 2       | 11 de fevereiro de 2020 | 19:00  | Neil Robertson (1)        | 4–2       | Jamie Clarke              | WST  |
| 54      | 11 de fevereiro de 2020 | 19:00  | Shaun Murphy (10)         | 4–0       | Darren Morgan             | WST  |
| 58      | 11 de fevereiro de 2020 | 19:00  | Jak Jones                 | 0–4       | Robert Milkins            | WST  |
| 59      | 11 de fevereiro de 2020 | 19:00  | Gary Wilson (18)          | 4–1       | Chang Bingyu              | WST  |
| 60      | 11 de fevereiro de 2020 | 19:00  | Ian Burns                 | 4–1       | Harvey Chandler           | WST  |
| 62      | 11 de fevereiro de 2020 | 19:00  | Hossein Vafaei            | 1–4       | Igor Figueiredo           | WST  |
| 63      | 11 de fevereiro de 2020 | 19:00  | Mark Davis (31)           | 4–1       | Luo Honghao               | WST  |
| 64      | 11 de fevereiro de 2020 | 19:00  | Craig Steadman            | 2–4       | Billy Joe Castle          | WST  |
| 42      | 11 de fevereiro de 2020 | 20:00  | Luca Brecel               | 4–1       | Kacper Filipiak           | WST  |
| 49      | 11 de fevereiro de 2020 | 20:00  | John Higgins (6)          | 4–1       | Joe O'Connor              | WST  |

### Rodada 2
| Partida | 00000000Data00000000    | 0Hora0 | 00000000Jogador 100000000 | Resultado | 00000000Jogador 200000000 | Ref. |
| ------- | ----------------------- | ------ | ------------------------- | --------- | ------------------------- | ---- |
| 71      | 12 de fevereiro de 2020 | 10:00  | Ricky Walden              | 1–4       | Ding Junhui (9)           | WST  |
| 74      | 12 de fevereiro de 2020 | 10:00  | Mark Selby (5)            | 4–1       | Chen Zifan                | WST  |
| 75      | 12 de fevereiro de 2020 | 10:00  | Andy Lee                  | 4–3       | Robbie Williams           | WST  |
| 78      | 12 de fevereiro de 2020 | 10:00  | Si Jiahui                 | 2–4       | Soheil Vahedi             | WST  |
| 80      | 12 de fevereiro de 2020 | 10:00  | Anthony Hamilton          | 4–3       | Lyu Haotian (29)          | WST  |
| 83      | 12 de fevereiro de 2020 | 10:00  | Anthony McGill (30)       | 4–1       | Mei Xiwen                 | WST  |
| 91      | 12 de fevereiro de 2020 | 10:00  | Simon Lichtenberg         | 2–4       | Dominic Dale              | WST  |
| 93      | 12 de fevereiro de 2020 | 10:00  | Elliot Slessor            | 2–4       | Ben Woollaston            | WST  |
| 67      | 12 de fevereiro de 2020 | 11:30  | Noppon Saengkham (32)     | 4–1       | Alexander Ursenbacher     | WST  |
| 69      | 12 de fevereiro de 2020 | 11:30  | Ashley Carty              | 2–4       | Daniel Wells              | WST  |
| 72      | 12 de fevereiro de 2020 | 11:30  | Martin O'Donnell          | 4–0       | Tom Ford (25)             | WST  |
| 70      | 12 de fevereiro de 2020 | 13:00  | Yuan Sijun                | 2–4       | Jimmy Robertson (24)      | WST  |
| 76      | 12 de fevereiro de 2020 | 13:00  | Matthew Stevens           | 4–0       | Brandon Sargeant          | WST  |
| 85      | 12 de fevereiro de 2020 | 13:00  | Yan Bingtao (19)          | 4–0       | Mitchell Mann             | WST  |
| 88      | 12 de fevereiro de 2020 | 13:00  | Fan Zhengyi               | 0–4       | Xiao Guodong (27)         | WST  |
| 97      | 12 de fevereiro de 2020 | 13:00  | Billy Joe Castle          | 0–4       | Judd Trump (2)            | WST  |
| 79      | 12 de fevereiro de 2020 | 14:00  | John Astley               | 3–4       | Jack Lisowski (13)        | WST  |
| 82      | 12 de fevereiro de 2020 | 14:00  | Mark Williams (3)         | 4–2       | Jordan Brown              | WST  |
| 87      | 12 de fevereiro de 2020 | 14:00  | Tian Pengfei              | 4–0       | Barry Hawkins (11)        | WST  |
| 92      | 12 de fevereiro de 2020 | 14:00  | Shaun Murphy (10)         | 4–3       | Alfie Burden              | WST  |
| 95      | 12 de fevereiro de 2020 | 14:00  | Ian Burns                 | 3–4       | Stephen Maguire (15)      | WST  |
| 90      | 12 de fevereiro de 2020 | 16:30  | Mark Allen (7)            | 4–0       | James Wattana             | WST  |
| 68      | 12 de fevereiro de 2020 | 19:00  | Ali Carter (16)           | 0–4       | Gerard Greene             | WST  |
| 73      | 12 de fevereiro de 2020 | 19:00  | Liam Highfield            | 2–4       | Kyren Wilson (8)          | WST  |
| 77      | 12 de fevereiro de 2020 | 19:00  | Zhao Xintong              | 4–2       | Louis Heathcote           | WST  |
| 81      | 12 de fevereiro de 2020 | 19:00  | Stuart Carrington         | 2–4       | Ronnie O'Sullivan (4)     | WST  |
| 86      | 12 de fevereiro de 2020 | 19:00  | Luca Brecel               | 4–2       | Scott Donaldson (22)      | WST  |
| 89      | 12 de fevereiro de 2020 | 19:00  | Ken Doherty               | 1–4       | John Higgins (6)          | WST  |
| 94      | 12 de fevereiro de 2020 | 19:00  | Robert Milkins            | 4–1       | Gary Wilson (18)          | WST  |
| 96      | 12 de fevereiro de 2020 | 19:00  | Igor Figueiredo           | 4–3       | Mark Davis (31)           | WST  |
| 66      | 12 de fevereiro de 2020 | 20:00  | Neil Robertson (1)        | 4–2       | Mark Joyce                | WST  |
| 84      | 12 de fevereiro de 2020 | 20:00  | Stuart Bingham (14)       | 4–1       | Chen Feilong              | WST  |

### Rodada 3
| Partida | 00000000Data00000000    | 0Hora0 | 00000000Jogador 100000000 | Resultado | 00000000Jogador 200000000 | Ref. |
| ------- | ----------------------- | ------ | ------------------------- | --------- | ------------------------- | ---- |
| 99      | 13 de fevereiro de 2020 | 10:00  | Gerard Greene             | 4–2       | Daniel Wells              | WST  |
| 100     | 13 de fevereiro de 2020 | 10:00  | Jimmy Robertson (24)      | 1–4       | Ding Junhui (9)           | WST  |
| 103     | 13 de fevereiro de 2020 | 10:00  | Matthew Stevens           | 1–4       | Zhao Xintong              | WST  |
| 104     | 13 de fevereiro de 2020 | 10:00  | Soheil Vahedi             | 4–0       | Jack Lisowski (13)        | WST  |
| 108     | 13 de fevereiro de 2020 | 10:00  | Luca Brecel               | 4–3       | Tian Pengfei              | WST  |
| 110     | 13 de fevereiro de 2020 | 10:00  | Mark Allen (7)            | 2–4       | Dominic Dale              | WST  |
| 111     | 13 de fevereiro de 2020 | 10:00  | Shaun Murphy (10)         | 4–1       | Ben Woollaston            | WST  |
| 112     | 13 de fevereiro de 2020 | 10:00  | Robert Milkins            | 3–4       | Stephen Maguire (15)      | WST  |
| 101     | 13 de fevereiro de 2020 | 13:00  | Martin O'Donnell          | 0–4       | Kyren Wilson (8)          | WST  |
| 102     | 13 de fevereiro de 2020 | 13:00  | Mark Selby (5)            | 4–2       | Andy Lee                  | WST  |
| 105     | 13 de fevereiro de 2020 | 13:00  | Anthony Hamilton          | 2–4       | Ronnie O'Sullivan (4)     | WST  |
| 106     | 13 de fevereiro de 2020 | 13:00  | Mark Williams (3)         | 1–4       | Anthony McGill (30)       | WST  |
| 109     | 13 de fevereiro de 2020 | 13:00  | Xiao Guodong (27)         | 2–4       | John Higgins (6)          | WST  |
| 98      | 13 de fevereiro de 2020 | 14:30  | Neil Robertson (1)        | 4–3       | Noppon Saengkham (32)     | WST  |
| 107     | 13 de fevereiro de 2020 | 14:30  | Stuart Bingham (14)       | 3–4       | Yan Bingtao (19)          | WST  |
| 113     | 13 de fevereiro de 2020 | 14:30  | Igor Figueiredo           | 1–4       | Judd Trump (2)            | WST  |

### Rodada 4
| Partida | 00000000Data00000000    | 0Hora0 | 00000000Jogador 100000000 | Resultado | 00000000Jogador 200000000 | Ref. |
| ------- | ----------------------- | ------ | ------------------------- | --------- | ------------------------- | ---- |
| 115     | 13 de fevereiro de 2020 | 19:00  | Ding Junhui (9)           | 2–4       | Kyren Wilson (8)          | WST  |
| 116     | 13 de fevereiro de 2020 | 19:00  | Mark Selby (5)            | 4–3       | Zhao Xintong              | WST  |
| 117     | 13 de fevereiro de 2020 | 19:00  | Soheil Vahedi             | 0–4       | Ronnie O'Sullivan (4)     | WST  |
| 119     | 13 de fevereiro de 2020 | 19:00  | Luca Brecel               | 3–4       | John Higgins (6)          | WST  |
| 120     | 13 de fevereiro de 2020 | 19:00  | Dominic Dale              | 1–4       | Shaun Murphy (10)         | WST  |
| 114     | 13 de fevereiro de 2020 | 20:00  | Neil Robertson (1)        | 4–0       | Gerard Greene             | WST  |
| 118     | 13 de fevereiro de 2020 | 20:00  | Anthony McGill (30)       | 3–4       | Yan Bingtao (19)          | WST  |
| 121     | 13 de fevereiro de 2020 | 20:00  | Stephen Maguire (15)      | 1–4       | Judd Trump (2)            | WST  |

### Quartas de final
| Partida | 00000000Data00000000    | 0Hora0 | 00000000Jogador 100000000 | Resultado | 00000000Jogador 200000000 | Ref. |
| ------- | ----------------------- | ------ | ------------------------- | --------- | ------------------------- | ---- |
| 123     | 14 de fevereiro de 2020 | 12:00  | Mark Selby (5)            | 1–5       | Ronnie O'Sullivan (4)     | WST  |
| 122     | 14 de fevereiro de 2020 | 14:00  | Neil Robertson (1)        | 0–5       | Kyren Wilson (8)          | WST  |
| 124     | 14 de fevereiro de 2020 | 19:00  | Yan Bingtao (19)          | 5–2       | John Higgins (6)          | WST  |
| 125     | 14 de fevereiro de 2020 | 19:00  | Shaun Murphy (10)         | 5–3       | Judd Trump (2)            | WST  |

### Semifinal
| Partida | 00000000Data00000000    | 0Hora0 | 00000000Jogador 100000000 | Resultado | 00000000Jogador 200000000 | Ref. |
| ------- | ----------------------- | ------ | ------------------------- | --------- | ------------------------- | ---- |
| 126     | 15 de fevereiro de 2020 | 13:00  | Kyren Wilson (8)          | 6–5       | Ronnie O'Sullivan (4)     | WST  |
| 127     | 15 de fevereiro de 2020 | 19:00  | Yan Bingtao (19)          | 5–6       | Shaun Murphy (10)         | WST  |

### Final
| Final: Melhor de 17 frames. Árbitro: Motorpoint Arena, Cardiff, País de Gales, 16 de fevereiro de 2020.                                                                          |                       |                   |
| Kyren Wilson (8) | 1–9                   | Shaun Murphy (10) |
| 13:00 – Sessão 1: 8–108 (108), 4–97 (84), 52–68 (Wilson 52), 45–89, 64–66 (Wilson 64), 0–78 (76), 74–31, 0–134 (134) 19:00 – Sessão 2: 0–102 (102), 56–73 (56, 73) Relatório WST |                       |                   |
| 64 | Break máximo          | 134               |
| 0 | Century breaks (+100) | 3                 |
| 3 | Breaks de +50         | 6                 |

## Century breaks
- Dados até 12 de fevereiro de 2020.

Um total de 77 century breaks foram feitos no evento. O inglês Kyren Wilson fez um break máximo (147 pontos) no primeiro frame de sua partida pela primeira rodada contra o galês Jackson Page, em 11 de fevereiro de 2020. Também cabe destacar que, nos jogos do Welsh Open desse ano, cada centenária (century break) feita pelos jogadores vale donativo de 1 000 libras da WST (World Snooker Tour) e da WPBSA (World Professional Billiards and Snooker Association) para o combate ao coronavírus na China.
| - 147, 136, 100 – Kyren Wilson - 142, 131, 125, 118, 100 – Ronnie O'Sullivan - 142, 100 – Zhao Xintong - 141 – Lyu Haotian - 140 – Igor Figueiredo - 140 – Si Jiahui - 139, 114, 111 – Matthew Stevens - 138, 117 – Mark Selby - 136, 128 – Stephen Maguire - 135, 133, 121, 116 – Neil Robertson - 135 – Luo Honghao - 135 – Mitchell Mann - 134, 116, 109, 108, 102, 101, 100 – Shaun Murphy - 133 – Robert Milkins - 132, 126, 121, 121, 101, 100, 100 – Judd Trump - 132 – Ryan Day - 130 – Liam Highfield - 129 – David Grace - 128, 117 – Luca Brecel - 127, 122 – Barry Hawkins | - 127 – Ricky Walden - 126, 106 – Chen Feilong - 125, 108, 100 – Yan Bingtao - 123 – Dominic Dale - 120, 114 – Anthony McGill - 117 – Robbie Williams - 116, 110 – Ding Junhui - 116, 107, 104, 100 – John Higgins - 116 – Liang Wenbo - 114, 101 – Mark Allen - 110, 100 – Stuart Bingham - 109 – Jimmy Robertson - 108 – Jack Lisowski - 108 – Tian Pengfei - 105 – Stuart Carrington - 104 – Andy Lee - 101 – Xiao Guodong - 100 – Elliot Slessor - 100 – Gerard Greene |